# Великий Клин (річка)
Великий Клин (словац. Veľký Klin) — річка в Словаччині, ліва притока Хлебницького потоку, протікає в окрузі Дольни Кубін.
Довжина приблизно 3.1-3.3 км. Витік знаходиться в масиві Скорушинські гори (геоморфологічна підодиниця Копец; схил гори Дєл) — на висоті близько 885 метрів. Протікає територією села Хлебниці.
Впадає в Хлебницький потік на висоті приблизно 615 метрів.